# Luoquanbei Shuiku
Luoquanbei Shuiku är en reservoar i Kina. Den ligger i provinsen Liaoning, i den nordöstra delen av landet, omkring 190 kilometer söder om provinshuvudstaden Shenyang. Omgivningarna runt Luoquanbei Shuiku är en mosaik av jordbruksmark och naturlig växtlighet.
Genomsnittlig årsnederbörd är 1 284 millimeter. Den regnigaste månaden är juli, med i genomsnitt 441 mm nederbörd, och den torraste är januari, med 10 mm nederbörd.